# Terra de Soneira
Terra de Soneira è una comarca della Spagna, situata nella comunità autonoma di Galizia ed in particolare nella provincia della Coruña.